# 鶴岡市
鶴岡市（日语：／ Tsuruoka shi */?）是位於日本山形縣西部的城市，也是山形縣內和東北地方面積最大的行政區劃。當地人口數在山形縣内位居第二，僅次於山形市。鶴岡市在江戶時代作為以鶴岡城為中心的庄内藩城下町而逐漸繁榮，現今則被聯合國教科文組織認定為飲食文化創造都市。當地也是日本學校午餐的發源地。

## 地理
鶴岡市境內約61%的面積被森林覆蓋。北部為庄内平原，赤川水系的赤川與大山川、以及最上川水系的京田川與藤島川流經市內，並在西邊注入日本海。南部則是坐落於磐梯朝日國定公園範圍內的羽黑山、月山、湯殿山與朝日連峰等山岳。

### 氣候
鶴岡市在氣候上屬於日本海側氣候。受到日本海的對馬暖流影響，整體氣候較溫暖。2020年鶴岡市的年均溫為13.8℃，年降雨量為1816毫米，年日照時數則為1667小時。當地在春季受到高氣壓影響多為晴天，但受日本海的低氣壓影響而常出現陣風與打雷。而南風雖使當地氣溫上升，其帶來的降雨卻也導致融雪引發洪水。6月中旬當地進入梅雨季節，但和山形縣的內陸地區相比影響較小。8月底至10月中旬是颱風好發的季節，鶴岡市在颱風於日本海上行進時較少下雨，但會遭遇暴風侵襲。

## 歷史
當地在舊石器時代與繩紋時代便有人類定居，在南部的丘陵與山麓地帶散布著當時的狩獵與生活遺跡。7世紀中期至8世紀初，大和王權為控制東北地方的蝦夷，曾在庄内地方建造都岐沙羅柵和出羽柵，但其具體地點尚未明瞭。
和銅元年（708年），朝廷於越後國庄内地方設置出羽郡。和銅5年（712年) 9月，出羽國從越後國分離並正式建立，同時陸奧國的最上郡與置賜郡編入出羽國。根據和名類聚抄的紀錄，現今的鶴岡地區在當時屬於田川郡，並劃分為田川鄉、甘彌鄉、新家鄉、 那津鄉、大泉鄉5鄉。平安時代末期，當地於舊鶴岡市的中心地區建立名為大泉莊的莊園。義經記中曾記載源義經一行人通過大泉莊的大梵寺，而後來大梵寺改名為大寶寺，並且且成為大泉莊的中心。
12世紀末期，奥州藤原氏的第3代當主藤原秀衡掌控陸奧國與出羽國。但文治5年 (1189年) ，源賴朝在奧州合戰中消滅奧州藤原氏，並在戰後任命御家人武藤資賴擔任大泉莊首任地頭，建久2年 (1191年)  改由其弟武藤氏平出任大泉莊地頭。
南北朝初期，以藤島城為根據地的北畠顯信等南朝的勢力和北朝之間持續對立。康永3年 (1344年)，越後國守護上杉憲顯攻下藤島城後，於康安元年 (1361年) 被授予大泉莊地頭的職位。室町時代，在南北朝衝突中存活的大泉氏 (武藤氏) 開始在庄内地方擴大勢力。寬正3年 (1462年)，大泉淳氏 (武藤淳氏) 出任出羽國國守並自稱為大寶寺氏。
天文年間，武藤氏將根據地遷移至大山地區的尾浦城。當時武藤氏被上杉氏支配，但上杉謙信死後，最上義光開始入侵庄内地方。天正 11年(1583年）最上義光與大寶寺義氏的家臣前森藏人聯手襲擊大寶寺義氏，義氏在混亂中自盡，其弟大寶寺義興則在前森藏人與最上義光的夾擊下被捕，武藤氏至此滅亡，庄内地方暫時被最上氏支配。隨後，越後國村上城城主本庄繁長於天正16年 (1588年) 率領大軍在十五里原之戰中奪回庄内。戰爭結束後，本庄繁長將其次子本庄充長 (大寶寺義興之養子) 安置於尾浦城，使武藤氏復興，並且以東禪寺城為根據地統治庄内。
天正19年 (1591年)，上杉氏武將直江兼續為使大寶寺城成為當地的政治據點，而對該城進行整修。關原之戰結束後，屬於西軍陣營的上杉景勝被減封並轉封至米澤20萬石，庄内則在慶長6年(1601年) 被封給最上義光。最上義光入主庄内後對大寶寺城進行整修，並將大寶寺城改名為鶴岡城。元和8年（1622 年）最上氏遭改易後，信濃國松代城城主，同時也是譜代大名的酒井忠勝入主庄内藩13萬8000石。酒井忠勝入主庄内藩後以鶴岡城為中心興建城下町，使鶴岡地區開始發展。此後庄内藩由酒井氏統治至明治維新時期。

## 交通

### 鐵路
境內有JR東日本的羽越本線通過。
- 東日本旅客鐵道
  - 羽越本線: 鼠關站 - 小岩川站 - 溫海溫泉站 - 五十川站 - 小波渡站 - 三瀨站 - 羽前水澤站 - 羽前大山站 - （西鶴岡信號場) - 鶴岡站 - (幕之内信號場) -  藤島站

### 道路
- 高速公路
  - 日本海東北自動車道
  - 山形自動車道酒田線

- 一般國道
  - 國道7號
  - 國道112號
  - 國道345號

## 出身名人
- 太田政弘 - 臺灣總督
- 加藤紘一 - 眾議院議員
- 高山樗牛 - 小說家
- 丸谷才一 - 小說家
- 中村秀一 - 經濟學者
- 藤澤周平 - 小説家
- 本多豬四郎 - 電影導演
- 真島俊夫 - 作曲家
- 鈴木任紀 - 搞笑藝人
- 石原莞爾 - 陸軍中將
- 林大八 - 陸軍少將
- 林八郎 - 陸軍少尉
- 長南年惠 - 超能力者
- 柏戶剛-橫綱

## 姊妹城市
- 美國新布朗斯維克 - 1960年6月10日
- 新喀里多尼亞拉福阿 - 1995年2月9日